# Greda (Maruševec)
Greda falu Horvátországban, Varasd megyében. Közigazgatásilag  Máriasócszentgyörgyhöz tartozik.

## Fekvése
Varasdtól 11 km-re délnyugatra, községközpontjától Máriasócszentgyörgytől 3 km-re délkeletre a Zagorje hegyeinek keleti lábánál, a Drávamenti-síkság szélén enyhén dombos vidéken, közvetlenül a 35-ös főút mellett fekszik.

## Története
A falunak 1857-ben 252, 1910-ben 487 lakosa volt. 1920-ig Varasd vármegye Ivaneci járásához tartozott. 2001-ben 171 háza és 592 lakosa volt. Greda és Jurketinec között épült fel 1961-ben a község alapiskolája, mely Gustav Krklec nevét viseli.

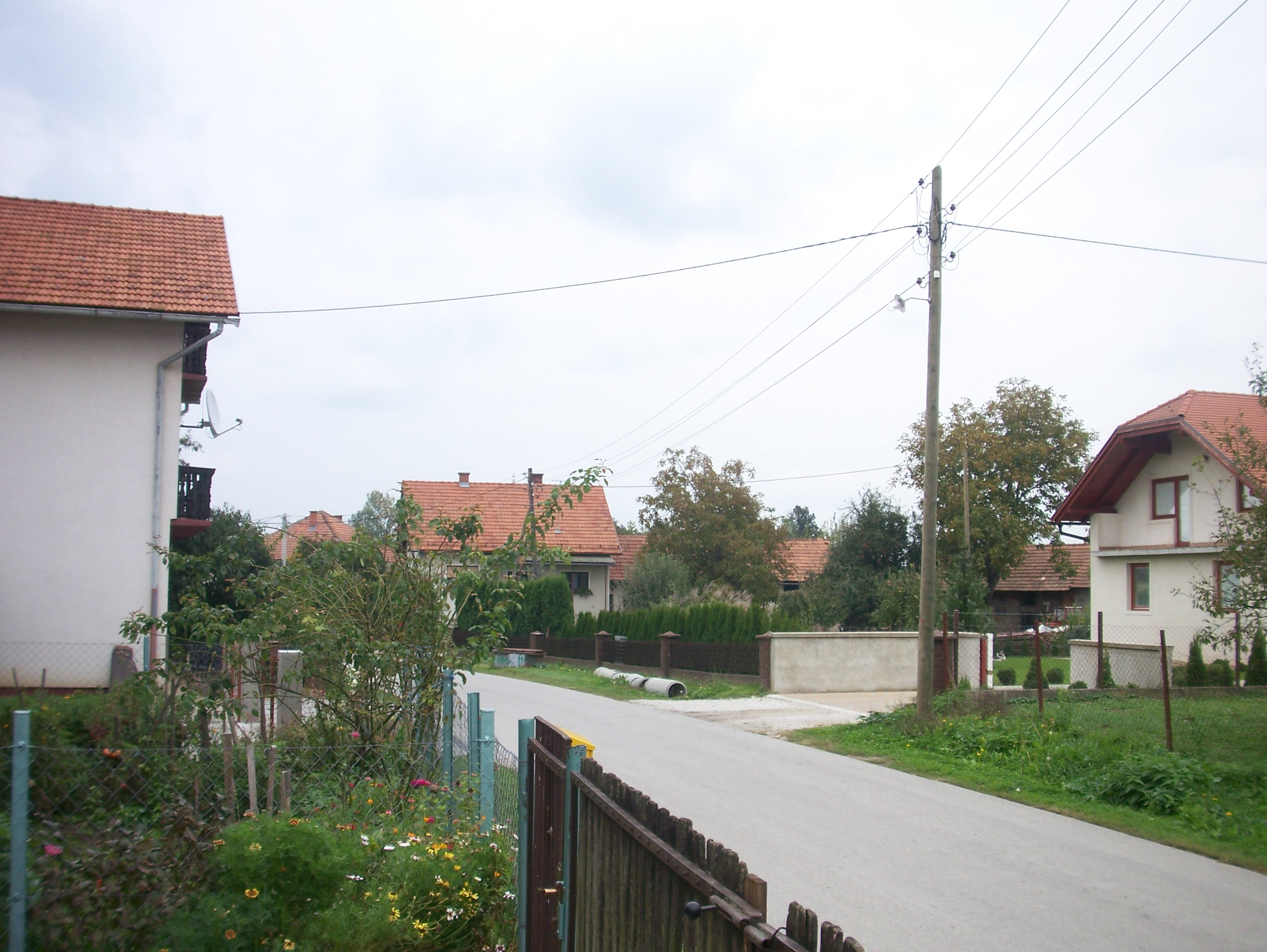
Greda - utcarészlet

## Külső hivatkozások
- A község hivatalos oldala
- A község információs portálja
- A Gustav Krklec alapiskola honlapja